# Rioaveso (Villalba)
Rioaveso (llamada oficialmente San Xurxo de Rioaveso) es una parroquia española del municipio de Villalba, en la provincia de Lugo, Galicia.

## Otras denominaciones
La parroquia también es conocida por el nombre de San Jorge de Rioaveso.

## Organización territorial
La parroquia está formada por diecinueve entidades de población, constando nueve de ellas en el nomenclátor del Instituto Nacional de Estadística español:

### Entidades de población
Entidades de población que forman parte de la parroquia:
- Barreiros
- Cacheiros
- Campelos (As Campelas)
- Carballeira (A Carballeira)
- Carracelas
- Casas de Arriba
- Costelas (As Costelas)
- Fontebella (A Fontevella)
- Franco (O Franco)
- Froxinde
- Grandela (A Grandela)
- Maragazal (O Margazal)
- Pereiro (O Pereiro)
- Quintas (Quintá)
- Torrentas (As Torrentas)
- Trasfallón
- Vilaester
- Vilamartín

### Despoblado
Despoblado que forma parte de la parroquia:
- Regueira (A Regueira)

## Demografía
| Gráfica de evolución demográfica de Rioaveso entre 2000 y 2021 |
|                                                                |
| Datos según el nomenclátor publicado por el INE.               |